# Euchirella pseudotruncata
Euchirella pseudotruncata är en kräftdjursart som beskrevs av Mungo Park 1975. Euchirella pseudotruncata ingår i släktet Euchirella och familjen Aetideidae. Inga underarter finns listade i Catalogue of Life.